# Paradoxonikész
A paradoxonikész (görög betűkkel παραδοξονίκης) kifejezés jelentése „meglepő győztes”. Ezt a címet az ókori olümpiai játékokon az a versenyző kapta, aki egy napon két vagy több versenyszámban tudott győzni. A versenyeket több napon át rendezték, ezért a cím elnyerése csak bizonyos, egy napon megrendezésre kerülő versenyszámokban volt lehetséges. Sokáig nem akadt olyan, aki egy napon több győzelmet aratott, végül paradoxonikésznek csak a „küzdősportokban”, azaz a birkózásban, ökölvívásban és pankrációban elért többszörös győzelmek számítottak.
Ez az eredmény nem azt jelenti, hogy valaki egy ökölvívó és egy pankráció küzdelmet megnyerve lett paradoxonikész. Az olümpiai győzelemhez minden versenyszámban több kör kellett, amelynek száma az induló versenyzők számától függött. Egyenes kieséses rendszerben a vesztes azonnal kiesett, a győztes továbblépett és egy másik győztessel került szembe, mindaddig, amíg egyedül maradt a porondon. Ilyen módon sportáganként legalább 3–4, de akár 6–8 győztes küzdelem kellett az olümpiai bajnoki cím elnyeréséhez. Szerencsés esetben – páratlan számú versenyző esetén – egy sorsolással kiválasztott ephedrosz kimaradt a küzdelemből. Minden kör után sorsolást tartottak a következő párosításra, így előfordulhatott olyan is, hogy valaki végig ephedrosz volt és csak a döntőt vívta. Ez természetesen előnnyel járt a már kifáradt ellenféllel szemben. A paradoxonikész két vagy három sportágban is 100%-os teljesítménnyel, egyetlen napon akár 20 ellenfelet legyőzve nyerte el a címét.
A legenda szerint az első paradoxonikész Héraklész volt, aki az általa alapított játékokon birkózásban és pankrációban is győzelmet aratott. A mítosz késői keletkezéséről tanúskodik az a tény, hogy az olümpiai játékok eleinte egy napos rendezvények voltak, az első tizennégy játékon a stadionfutás volt az egyetlen versenyszám. A birkózás i. e. 708-tól, a pankráció i. e. 648-tól volt az olümpiai játékok versenyszáma.
Erről azonban a görögök néhány évszázad múlva már nem tudtak. Az első paradoxonikész i. e. 212-ben, a 142. olümpiai játékokon Kaprosz lett, aki birkózásban és pankrációban győzött, ezért ő a „Héraklész utáni első”. Összesen még hatan szerezték meg a paradoxonikész címet, a „Héraklész utáni hetedik” 37-ben, a 204. olümpiai játékokon Nikosztratosz lett. 67-ben Nero római császár is elnyerte ezt a címet, de ma már értelemszerűen őt nem számítjuk a valódi paradoxonikészek közé.

## Lásd még
- periodonikész
- triasztész